# Odostomia aepynota
Odostomia aepynota är en snäckart som beskrevs av Dall och Bartsch 1909. Odostomia aepynota ingår i släktet Odostomia och familjen Pyramidellidae.

## Underarter
Arten delas in i följande underarter:
- O. a. aepynota
- O. a. planicosta